# Batnae
Batnae (łac. Diœcesis Bathnensis) – stolica historycznej diecezji w Cesarstwie Rzymskim (prowincja Osroene), współcześnie w Turcji. Pierwszym wzmiankowanym biskupem był Abram (IV w.). Ok. 1913 powstała diecezja tytularna dla biskupów obrządku syryjskiego. W 1933 papież Pius XI zlikwidował ją i w jej miejsce ustanowił biskupstwo tytularne dla rzymskokatolickich hierarchów. W 1963 przywrócono jednak syryjskokatolicką stolicę tytularną.

## Biskupi tytularni

### Biskupi rzymskokatoliccy
| Lp. | Biskup               | Od               | Do              |
| --- | -------------------- | ---------------- | --------------- |
| 1   | Gabriel Naamo        | 30 września 1938 | 28 czerwca 1957 |
| 2   | Simeon Kokov OFMCap. | 20 kwietnia 1958 | 11 lipca 1974   |

### Biskupi Batnae dei Siri
| Lp. | Biskup                     | Od               | Do              |
| --- | -------------------------- | ---------------- | --------------- |
| 1   | Abdul-Ahad Dawood Tappouni | 19 stycznia 1913 | 24 lutego 1921  |
| 2   | Athanase Kalian            | 26 lutego 1921   | 6 sierpnia 1929 |
| 3   | Basile Habra               | 5 lipca 1963     | 3 grudnia 1965  |
| 4   | Gregorios Elias Tabé       | 24 czerwca 1995  | 25 maja 1996    |
| 5   | Grégoire Pierre Abdel-Ahad | 29 czerwca 1996  | 20 lutego 2001  |
| 6   | Grégoire Pierre Melki      | 25 lutego 2002   |                 |